# Richard Westall

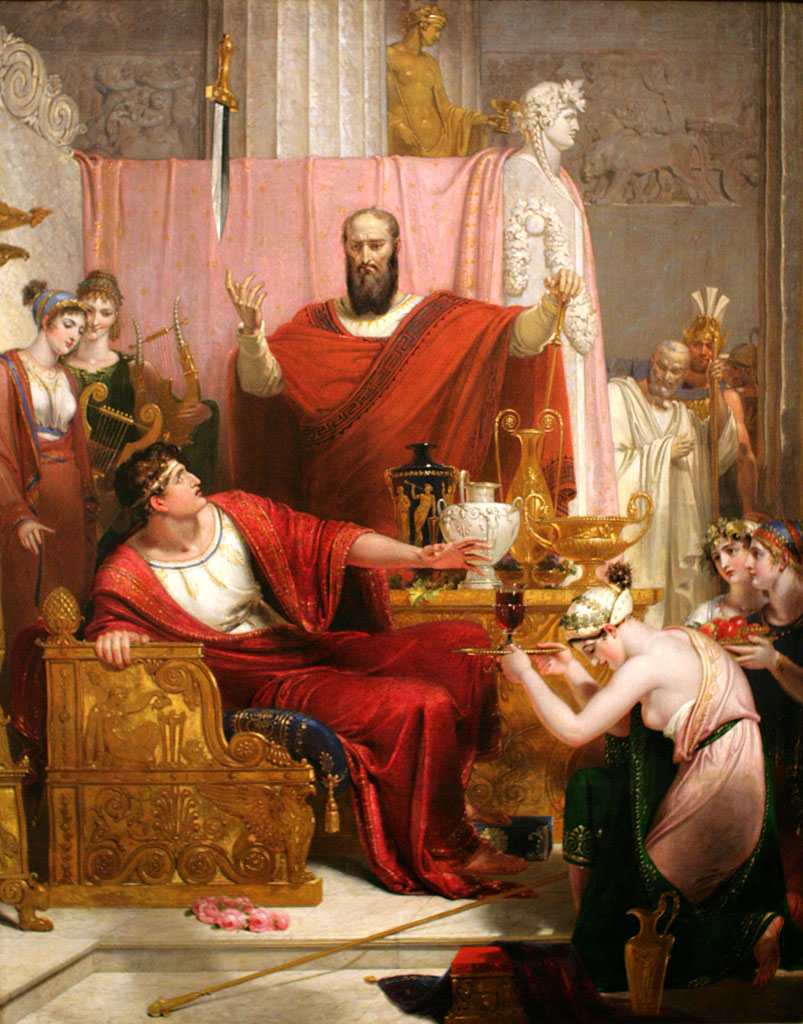
A espada de Dâmocles, Richard Westall.

Richard Westall (13 de janeiro de 1765 – 4 de dezembro de 1836, perto de Norwich) foi um pintor e aquarelista neo-clássico inglês. 
Westall era meio-irmão de William Westall (1781–1850), um conhecido pintor de paisagens.
Richard ingressou na Royal Academy School of Arts em dezembro de 1785 e foi eleito como acadêmico daquela prestigiosa instituição em fevereiro de 1794. 
Além de seu trabalho em óleo e aquarela, Richard Westall foi um prolífico ilustrador de livros, para autores como Sir Walter Scott e Oliver Goldsmith. Westall é muito conhecido por seus diversos retratos de Lord Byron.